# Libertine Amathila
Libertina Inaviposa Amathila (née Appolus, le 10 décembre 1940) est une femme politique et une médecin namibienne. Elle a participé à la lutte pour l'indépendance, a été l'une des premières femmes ministres de ce pays et a été vice-Première ministre de la Namibie, de 2005 à 2010.

## Biographie
Amathila est née à Fransfontein, dans la région de Kunene  et est d'origine damaras. En 1962, elle rejoint les rangs de la SWAPO, en exil,. Par les aides dont bénéficie cette organisation, elle reçoit une bourse pour prolonger en Pologne des études de médecine, commencées en Afrique. Elle sort diplômée de l'académie de médecine de Varsovie en 1969, devenant ainsi la première femme médecin de Namibie,,. 
Au congrès de la SWAPO en Tanzanie de cette même année 1969, elle est nommée secrétaire adjointe pour la Santé et le bien-être, membre du comité central et directrice du conseil des femmes de la SWAPO. Elle travaille ensuite dans les camps de réfugiés. Elle se marie avec Ben Amathila. Peu avant l'indépendance, elle devient membre de l'Assemblée constituante de la SWAPO, de novembre 1989 à mars 1990, puis membre de l'Assemblée nationale de la Namibie après l'indépendance en mars 1990. Elle est ministre des Pouvoirs locaux et du Logement entre 1987 et 1989, puis ministre des Pouvoirs régionaux, du Territoire et du Logement du 21 mars 1990 au 12 septembre 1996 et enfin ministre de la Santé et des Services sociaux de 1996 à 2005. En 2000, elle lance l'initiative de distribuer des préservatifs aux prisonniers, compte tenu de la proportion de séropositifs dans la population carcérale (un quart). Il s'ensuit un vif échange avec le secrétaire d'État aux Prisons, Jeremiah Nambinga, homophobe. Ce dernier fait mine de s'interroger : « Pourquoi Libertine Amathila, ministre de la Santé, tient-elle à distribuer des préservatifs aux prisonniers, les femmes et les hommes étant séparés ? »,. Le 21 mars 2005, elle devient vice-Première ministre, puis se retire de la vie publique à la fin des années 2000. 
Libertine Amathila reçoit la médaille Ongulumbashe pour ses actes de bravoure et ses états de service en 1987, et elle se voit décerner en 1991 la Nansen Refugee Award,.